# Морконе
Морко̀не (на италиански: Morcone) е градче и община в Южна Италия, провинция Беневенто, регион Кампания. Разположено е на 600 m надморска височина. Населението на общината е 5150 души (към 2010 г.).